# Utetes similifactus
Utetes similifactus är en stekelart som först beskrevs av Fischer 1966.  Utetes similifactus ingår i släktet Utetes och familjen bracksteklar. Inga underarter finns listade i Catalogue of Life.